# Drets del col·lectiu LGBT a Ruanda

Aquest és un article sobre els drets LGBT a Ruanda. Les persones lesbianes, gais, bisexuals i transsexuals a Ruanda han d'afrontar reptes legals que no experimenten els residents no LGBT. Tot i que ni l'homosexualitat ni els actes homosexuals són il·legals, l'homosexualitat es considera un tema tabú, i no hi ha cap discussió pública significativa sobre aquest tema en cap regió del país. No hi ha protecció legislativa especial als ciutadans LGBT, i el matrimoni homosexual no és reconegut per l'estat, ja que la Constitució de Ruanda estableix que "[no]més es reconeix el matrimoni monògam civil entre un home i una dona". Els LGBT ruandesos, no obstant això, han informat que han estat assetjats, xantatjats i fins i tot arrestats per la policia sota diverses lleis relacionades amb l'ordre públic i la moral.
Ruanda és considerada líder en el progrés dels drets humans per a persones LGTB a l'Àfrica oriental. Ruanda va signar la Declaració sobre orientació sexual i identitat de gènere de les Nacions Unides, sent un dels pocs països d'Àfrica que ha patrocinat la declaració.

## Història

### Regne de Ruanda
En l'antic regne de Ruanda l'homosexualitat masculina era comuna entre els joves hutu i tutsi. Això no es comprova, però certs estudis diuen que es va discutir obertament entre ells de forma oberta i lliure.

### República de Ruanda
El 16 de desembre de 2009, el Parlament de Ruanda va debatre si havia de penalitzar l'homosexualitat com a delicte, amb un càstig d'entre 5 i 10 anys de presó. Aquesta legislació era similar a la controvertida llei antihomosexual al país veí d'Uganda. El ministre de Justícia Tharcisse Karugarama, tanmateix, va condemnar i refutar els informes que el Govern pretenia criminalitzar els actes homosexuals, afirmant que l'orientació sexual és un assumpte privat, no un afer estatal.

## Reconeixement del matrimoni homosexual
Ruanda no reconeix els matrimonis homosexuals, les unions civils o unions similars. La majoria dels homosexuals que han estat entrevistats declaren que no parlen obertament sobre la seva sexualitat a la seva família per por de ser rebutjats.
La Constitució de Ruanda, adoptada el maig de 2003, defineix el matrimoni com una unió entre un home i una dona.

## Govern i política

Bandera LGBT amb el mapa de Ruanda

### Partits polítics
Sota les lleis electorals de Ruanda, la majoria dels partits polítics estan alineats, si no una extensió, del partit governant. Els dos partits polítics ruandesos que no formen part de la coalició governant, el Partit Liberal i el Partit Socialdemòcrata, no han pres una posició oficial sobre els drets LGBT. El Partit Verd Democràtic de Ruanda ha estat intentant registrar-se en el Govern, tot i que no ha pres cap posició formal sobre els drets LGBT.
Al setembre de 2016, parlant a San Francisco, el president Paul Kagame va dir que "no ha estat el nostre problema (l'homosexualitat) i no tenim la intenció de convertir-ho en el nostre problema".

### Drets humans
Des de l'any 2005, l'Associació Comunitària de Ruanda Horizont de Rwanda fa alguns processos de promoció pública a favor dels drets LGBT, tot i que sovint els seus membres han estat assetjats pel Govern.

## Societat i cultura
L'informe dels drets humans de 2016 del Departament d'Estat dels Estats Units estableix que:
| « | Actes de violència, discriminació i altres abusos basats en l'orientació sexual i la identitat de gènere No hi ha lleis que tipifiquin com a criminals l'orientació sexual o la conducta sexual consensuada entre persones del mateix sexe i els funcionaris del govern van expressar el seu suport als drets de les persones lesbianes, gai, bisexuals, transsexuals i intersexuals (LGBTI). Les persones LGBTI van informar sobre la discriminació social i abús i els grups de drets LGBTI van denunciar ocasionalment l'assetjament dels veïns i la policia. No es van conèixer informes d'atacs físics contra persones LGBTI, ni hi va haver informes de persones LGBTI que fugissin del país a causa d'assetjament o atac. | » |

### Creences religioses
L'any 2007, l'Església Anglicana a Ruanda va condemnar "les conductes no bíbliques" de les esglésies europees i americanes i va insistir que no donarien suport a l'ordenació del clergat gai. Es van comprometre a rebutjar les donacions d'esglésies que recolzen els drets LGBT.
De la mateixa manera, l'arquebisbe de l'Església Episcopal de Ruanda va titllar l'homosexualitat, el "genocidi moral" i contra la cultura de Ruanda, perquè la sexualitat només es pot expressar dins dels límits d'un matrimoni entre un home i una dona.

## Taula resum
| Activitat sexual legal amb el mateix sexe                     | Yes |
| Mateixa edat de consentiment                                  | No  |
| Lleis antidiscriminació a la feina                            | No  |
| Lleis antidiscriminació en la prestació de béns i serveis     | No  |
| Matrimoni del mateix sexe                                     | No  |
| Lleis antidiscriminació en el discurs de l'odi i la violència | No  |
| Reconeixement de les parelles del mateix sexe                 | No  |
| Adopció de fillastres per parelles del mateix sexe            | No  |
| Adopció conjunta per parelles del mateix sexe                 | No  |
| Prestació de servei militar per gais i lesbianes              | No  |
| Dret legal a canviar de gènere                                | No  |
| Accés a la fecundació in vitro per lesbianes                  | No  |
| Subrogació comercial per a parelles d'homes homosexuals       | No  |
| Permís per donar sang als MSMs                                | No  |